# 199900 Brunoganz
199900 Brunoganz este un asteroid din centura principală de asteroizi.

## Descriere
199900 Brunoganz este un asteroid din centura principală de asteroizi. A fost descoperit pe 8 aprilie 2007 la Vallemare Borbona de Vincenzo Silvano Casulli. Asteroidul prezintă o orbită caracterizată de o semiaxă mare de 2,65 ua, o excentricitate de 0,16 și o înclinație de 15,6° în raport cu ecliptica.